# Svaz mladých

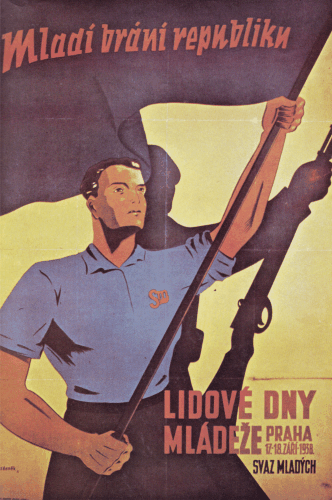
Plakát pro Lidové dny mládeže v září 1938

Svaz mladých byla levicově zaměřená organizace mládeže založená v Československu z popudu Komunistické strany Československa v roce 1936. Působila pouze v českých zemích, spolupracovala se Svazem slovenské mládeže. Zanikla před druhou světovou válkou.

## Historie
V roce 1921 byla založena Komunistická strana Československa. Na základě VI. kongresu Komunistické internacionály mládeže a výzvy vzešlé na VII. sjezdu KSČ se komunisté a jejich československý Komsomol rozhodli založit celorepublikovou organizaci mládeže, v níž měli vedoucí úlohu sehrát mladí komunisté. Organizaci s názvem Svaz mladých založili 23. června 1936. Do této organizace byly začleněny další levicové organizace, jako byli Mladí průkopníci. V rámci přijetí komunistické linie lidové fronty byla organizace budována s cílem soustředit okolo sebe pokrokovou mládež bez rozdílů politických. Tato mládež byla vychovávána tak, aby se z ní stali později komunisté, byla posílána do demonstrací a také byla burcována k boji s nastupujícím fašismem.  

## Činnost
Svaz mladých používal kroje a prapory v modré barvě. V rámci svazu působily trampské skupiny, např. avantgardní skupina Jack London Club. Svaz vydával týdeník Hej rup pojmenovaný podle filmu Hej rup! z roku 1934. V roce 1938 se šéfredaktorem listu stal Jiří Kolář. Svaz volně spolupracoval s komunistickým ochotnickým satirickým uskupením Modré blůzy. Svaz pořádal osvětové akce na podporu republikánského Španělska ve španělské občanské válce a popularizoval vstup československých dobrovolníků do Interbrigád. Svaz odsuzoval nacionalismus a pořádal společné akce všech národností žijících v Československu, především českých a německých dětí. Se svazem spolupracovali také nezávislé osobnosti jako Jan Werich a Jiří Voskovec z Osvobozeného divadla.
V roce 1936 Svaz mladých vstoupil do Československého výboru mládeže, který vznikl z iniciativy mezinárodního Ženevského kongresu mládeže Společnosti národů. Výbor byl pojat jako iniciativa spolupráce československé mládeže v době ohrožení země ze strany Německa. Ve výboru kromě Svazu mladých participovala také většina československých mládežnických organizací jako sociálně demokratická mládež, agrární mládež, národně socialistická mládež, lidovecká mládež, živnostenská mládež, mládež Církve československé a další demokratické organizace německé a maďarské mládeže.
Na závěr svého působení v atmosféře ohrožení Československa organizace uspořádala v Praze ve dnech 17.–18. září 1938 takzvané Lidové dny mládeže jako manifestaci za obranu republiky.

## Zánik
Ještě před zahájením II. světové války byla zakázána jak Komunistická strana Československa, tak další organizace na ní navazující. Úředně byl Svaz mladých rozpuštěn v říjnu 1938.

## Nová organizace
Dne 27. ledna 1990 byl založen nový Svaz mladých, který nahradil zanikající Socialistický svaz mládeže (SSM). Organizací majících v názvu svaz mladých existovalo a existuje celá řada, vč. zakazovaného Komunistického svazu mládeže.